# Bertil Werkström
Bertil Werkström (* 9. Juni 1928 in Lund; † 10. Juli 2010 in Stockholm) war ein schwedischer lutherischer Geistlicher und Erzbischof von Uppsala.
Werkström wuchs in Dalsland auf, wurde 1954 im Bistum Lund ordiniert und machte in den USA eine Spezialausbildung als Krankenhausseelsorger. Nach der Promotion zum Dr. theol. wurde er 1964 Krankenhauspfarrer in Sundsvall, 1970 Direktor der Diakonieanstalt Stora Sköndal und 1974 königlicher Hofprediger. 1975 wurde er zum Bischof des Bistums Härnösand ernannt. 1983 wurde er als Nachfolger von Olof Sundby zum Erzbischof von Uppsala ernannt und amtierte bis zu seiner Emeritierung 1993 als höchster Repräsentant der Schwedischen Kirche. Er setzte sich besonders für das 1992 verabschiedete Abkommen ein, mit dem die anglikanischen Kirchen der britischen Inseln und die lutherischen Kirchen der nordischen Länder und des Baltikums einander Kirchengemeinschaft erklärten (Porvoo-Gemeinschaft).